# Herm Edwards
Herman Edwards Jr. (Fort Monmouth, 27 aprile 1954) è un ex giocatore di football americano e allenatore di football americano statunitense che ha militato nel ruolo di cornerback nella National Football League (NFL).

## Carriera da giocatore
Dopo non essere stato scelto nel Draft NFL 1977, Edwards firmò con i Philadelphia Eagles. Vi giocò fino al 1985, qualificandosi per il Super Bowl XV nel 1980. I suoi 33 intercetti in carriera sono solo uno in meno del record di franchigia. Non saltò una sola partita nelle sue nove stagioni con gli Eagles, rimanendo attivo per 135 gare della stagione regolare consecutive, prima di venire svincolato dal nuovo allenatore Buddy Ryan nel 1986. Giocò brevemente per gli Atlanta Falcons e i Los Angeles Rams nel 1986 prima di annunciare il ritiro.
Il momento più celebre della carriera da giocatore di Edwards avvenne nel dodicesimo turno della stagione 1978, nei secondi finali della gara contro i New York Giants al Meadowlands Stadium il 19 novembre. I Giants erano in vantaggio per 17–12 e gli Eagles erano rimasti senza time out, ma invece di ricevere semplicemente lo snap dal centro e inginocchiarsi, il quarterback dei Giants Joe Pisarcik tentò di consegnare il pallone al running back Larry Csonka. Tuttavia, la palla gli sfuggì e fu raccolta da Edwards che la ritornò per 26 yard in touchdown, consentendo agli Eagles di vincere 19–17. Questa giocata divenne nota a Filadelfia come "Miracle at the Meadowlands" mentre a New York semplicemente come "The Fumble." Quell'anno gli Eagles raggiunsero i playoff e i Giants terminarono con un record di 6–10.
L'utilizzo da parte della squadra di Philadelphia della victory formation, entrata in uso dopo il “Miracle at the Meadowlands”, è divenuta nota come "Herman Edwards play."

## Carriera da allenatore
Edwards fu un capo-allenatore nella NFL dal 2001 al 2008 con i New York Jets e i Kansas City Chiefs. Dal 2018 al 2022 fu allenatore nel college football con gli Arizona State Sun Devils della NCAA. Nella sua carriera da allenatore nella NFL raggiunse i playoff quattro volte, tre con i Jets e una con i Chiefs. La sua stagione di maggior successo fu quella del 2002, in cui guidò i Jets al titolo di division, al 2023 ancora l'ultimo della storia della franchigia.

## Palmarès
- National Football Conference Championship: 1

Philadelphia Eagles: 1980